# Zeta Cygni
Zeta Cygni (ζ Cyg, förkortat Zeta Cyg, ζ Cyg) som är stjärnans Bayerbeteckning, är en dubbelstjärna belägen i den södra delen av stjärnbilden Svanen (stjärnbild). Den har en skenbar magnitud på 3,26 och är synlig för blotta ögat. Baserat på parallaxmätning inom Hipparcosuppdraget på ca 22,8 mas, beräknas den befinna sig på ett avstånd på ca 143 ljusår (ca 44 parsek) från solen.

## Egenskaper
Primärstjärnan Zeta Cygni A är en gul till vit jättestjärna i av spektralklass G8 IIIa. Dess mest sannolika status är som röd klumpjätte, en utvecklad stjärna som har börjat med fusion av helium i dess kärna. Den har en uppskattad massa som är ca 3 gånger större än solens massa, en radie som är ca 15 gånger större än solens och utsänder från dess fotosfär ca 112 gånger mera energi än solen vid en effektiv temperatur på ca 4 900 K. 
Följeslagaren, Zeta Cygni B, är en vit dvärg av spektraltyp DA4.2. Paret har en omloppsperiod på 6 489 dygn (17,8 år) med en excentricitet på 0,22. Den vita dvärgen kan inte ses direkt, men uppskattas ha en skenbar magnitud på 13,2.
Zeta Cygni har ett överskott av barium, liksom andra tunga kemiska element i sin atmosfär, vilket gör den till en så kallad "svag" bariumstjärna. Dessa element syntetiserades av följeslagaren när den passerade genom den asymptotiska jättegrenens (AGB) stadium av dess utveckling och utkastades sedan i dess stjärnvind och ökade på den nuvarande primärstjärnan. Innan förvärvet av denna extra massa hade Zeta Cygni A en massa på omkring 2,5 gånger solens massa, medan den mer utvecklade AGB-stjärnan hade tre solmassor.